# Margita White

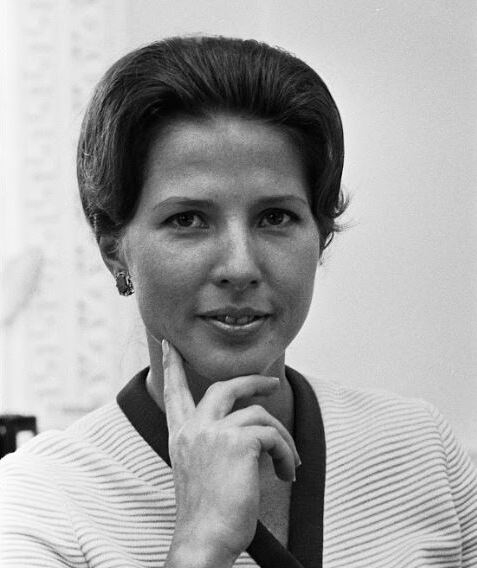
Imagem de Margita White

Margita White (Ulla Margareta Eklund; Linköping, 27 de junho de 1937 – Condado de Arlington, 20 de novembro de 2002) foi uma funcionária da imprensa da Casa Branca norte-americana nos mandatos de Richard Nixon e Gerald Ford. De julho de 1975 a agosto de 1976, foi Diretora de Comunicações. Posteriormente, foi comissária da Comissão Federal de Comunicações (FCC), presidente de um grupo de lobby para novas tecnologias de televisão e membro fundadora das Mulheres Executivas no Governo.

## Início de vida
Margita White nasceu chamando-se Ulla Margareta Eklund na Suíça. Quando tinha 10 anos de idade, sua família imigrou para os Estados Unidos. No novo país, cresceu no sul da Califórnia e sempre foi chamada de Margita.

## Educação
White estudou na Universidade de Redlands, na Califórnia. Começou estudando economia, mas mudou para política depois de passar um semestre em Washington, D.C.. Ela se formou com um magna sum laude em 1959. Foi na Universidade de Redlands que decidiu dedicar sua vida ao serviço público. Ela continuou seus estudos na Universidade de Rutgers, em Nova Jersey. Em 1960, concluiu um Master of Arts em ciência política por Rutgers.

## Vida e carreira
White trabalhou na campanha presidencial de Richard Nixon em 1960 e na de Barry Goldwater em 1964. Brevemente, entre as duas campanhas, White morou no Havaí para casar-se com seu marido, Stuart C. White (mais eles divorciaram-se), que estava no estado servindo na Marinha. Enquanto esteve no Havaí, White trabalhou para uma campanha ao Senado e para a Câmara dos Representantes.
Em 1968, tentou novamente e trabalhou na campanha presidencial de Nixon. Com sua vitória, foi nomeada para o cargo de assistente do Diretor de Comunicações na Casa Branca. Herbert G. Klein era o diretor de comunicações da Casa Branca na época.
Foi convidada a trabalhar como Diretora Assistente de Informações Públicas na Agência de Informação dos EUA em 1973. Ela trabalhou lá por dois anos até ser nomeada Secretária Auxiliar de Imprensa em 1975, já no governo de Gerald Ford. White foi designada para o cargo com o entendimento de que assumiria o cargo de Diretora de Comunicação em seis meses, o que ocorreu e a converteu na primeira mulher a ocupar este cargo em 1975.
Em 1976, White foi nomeada para um mandato de dois anos na Comissão Federal de Comunicações (FCC). Depois de seu mandato, mudou-se para trabalhar no setor privado.
White tinha dois filhos, Suzanne Morgan e Stuart White.

## Controvérsia
Em seu primeiro cargo na Casa Branca como Assistente do Diretor de Comunicações, White recebeu US$ 36.000 anuais, um valor menor do que o antecessor. Além disso, não recebeu o título de vice-diretora, normalmente dado ao quem ocupava esta função. O governo Ford rejeitou a alegação de que tanto o salário menor quanto o título eram motivados por seu gênero.